# الحرب البورمية السيامية (1563-1564)
كانت الحرب البورمية السيامية في عامي 1563-1564، والمعروفة أيضًا باسم الحرب على الفيلة البيضاء، حربًا بين سلالة تاونغو في بورما ومملكة أيوثايا في سيام. كانت الحرب الثانية من بين عشرين حربًا شُنّت بين البورميين والسياميين، والتي استمرت طويلًا حتى القرن التاسع عشر. كان سبب الحرب هو محاولة بينانغ، ملك تاونغو، إجبار مملكة أيوثايا على الخضوع لحكمه، وهي جزء من حملته التي أسست لاحقًا أكبر إمبراطورية على الإطلاق في جنوب شرق آسيا. بعد 13 عامًا من حكم بينانغ، نجحت محاولته الثانية لغزو سيام والأولى بصفته ملكًا بعد حصار واسع النطاق لمدينة أيوثايا. أصبحت سيام تابعة لأسرة تاونغو، واستمر هذا الوضع حتى ثورة عام 1568 من قِبل أيوثايا مما أدى إلى استقلال قصير الأمد.

## تمهيد للنزاع
بعد الحرب بين عامي 1547-1549 مع تاونغو، بنى ملك أيوثايا مها تشاكرافات دفاعات عاصمته استعدادًا لحرب قادمة مع البورميين. انتهت الحرب بين عامي 1547-1549 بانتصار دفاعي سيامي والمحافظة على استقلال سيام. ومع ذلك، دفعت طموحات بينانغ الإقليمية تشاكرافات للاستعداد لغزو آخر. تضمنت هذه الاستعدادات إحصاءً أعدّ جميع الرجال القادرين على خوض الحرب. أُخذت الأسلحة والماشية من قِبل الحكومة استعدادًا لجهود حربية واسعة النطاق، واستُولي على سبعة أفيال بيضاء من قبل تشاكرافات لجلب الحظ. انتشرت أخبار تحضيرات ملك أيوثيان بسرعة، ووصلت في النهاية إلى البورميين.
في الوقت نفسه، نجح هجوم على مدينة تشيانغ ماي القريبة من مملكة لان نا من قِبل بينانغ في الاستيلاء على المدينة في عام 1556. تركت الجهود اللاحقة معظم شمال سيام تحت السيطرة البورمية. أدى هذا الغزو الناجح إلى إعطاء بينانغ لقب «الغازي من عشرة اتجاهات». ترك هذا الأمر مملكة تشاكرافات في وضع محفوف بالمخاطر، إذ واجهت أراضي العدو من الشمال والغرب.

## النزاع

### الغزو الأولي
بعد ذلك، طلب بينانغ، مع النمو السريع لنفوذه وسلطته، فيلين من الفيلة البيضاء للملك تشاكرافات بصفتها إشادة بسلالة تاونغو الصاعدة. رفض تشاكرافات ذلك، مما أدى إلى غزو بورما الثاني لمملكة أيوثايا. دخل الملك بينانغ، الذي كان يألَف تضاريس سيام بسبب بعثاته السابقة مع الراحل تابينشويهتي، إلى سيام فيما يُعرف الآن باسم «عبور المعابد الثلاث» في مقاطعة كانتشانابوري. دخل جيش بورمي منفصل عبر ممر ماي لامو فيما يعرف الآن بمحافظة تاك.
تألف جيش بينانغ من 60,000 رجل و 2400 حصان و 360 فيل وجيش آخر من لان نا، وسارت هذه القوات باتجاه العاصمة أيوثايا، لكنها واجهت ضغوطًا في البداية في مدينة فيتسانولوك. خان حاكم فيتسانولوك، مهاتماراشاتيرات، بعد أن واجه قوة مضادة كبيرة، قضية السياميين ووقع معاهدة صداقة مع بينانغ، وتبرع في القوات لصالح جيش بينانغ الذي كان الأكبر في تلك اللحظة.
بعد ذلك، واجه الجيش البورمي مملكة سوكاتاي، التي كانت في ذلك الوقت في سنواتها المتدهورة، بعد أن خضعت إلى سلطة أيوثايا لأكثر من 200 عام باعتبارها دولة تابعة. سار البورميون إلى إقليم سوكاتاي، وسرعان ما أدرك حاكمهم، مهاتماراشاتيرات، أن الدفاع عن المملكة كان ميئوسًا منه، ونقل ولاءه لبينانغ أيضًا في عام 1563. أخذ جيش بينانغ ساوانكالوك وفيتشيت دون صعوبة، وتمكنوا أخيرًا من توجيه تركيزهم الكامل نحو غزو أيوثايا.

### حصار أيوثايا والسلام
سارت جيوش بينانغ بعد ذلك إلى أيوثايا. احتُجزوا هناك في الخليج لمدة أسابيع بوساطة حصن سيامي، مدعوم بثلاث سفن حربية برتغالية وأسلحة مدفعية في الميناء. استولى الغزاة أخيرًا على السفن والمدفعية البرتغالية في 7 فبراير 1564، ثم سقط الحصن بعد ذلك على الفور.
مع وجود قوة مؤلفة من قرابة 60,000 مقترنة بجيش فيتسانولوك، وصل بينانغ إلى أسوار مدينة أيوثايا، وقصف المدينة بشدة. على الرغم من تفوقهم في القوة، لم يقدر البورميون على الاستيلاء على أيوثايا، لكنهم طالبوا بخروج الملك السيامي من المدينة تحت راية الهدنة لإجراء مفاوضات سلام. بعد أن رأى مواطنيه غير قادرين على تحمل الحصار لفترة أطول، تفاوض تشاكرافات على السلام، ولكن بثمن باهظ.
في مقابل تراجع الجيش البورمي، أخذ بينانغ الأمير رامسوان (ابن تشاكرافات) وهو فرايا (لقب) شاكري وفرايا ساموت سونغجرام معه إلى بورما بصفته رهينة، بالإضافة إلى أربعة أفيال بيضاء سيامية. تُرك مهاتماراشاتيرات، على الرغم من كونه خائنًا، حاكمًا لفيتسانولوك ونائبًا لسيام. أصبحت مملكة أيوثايا تابعة لأسرة تاونغو، ومطالبةً بإعطاء ثلاثين فيلًا وثلاثمئة كاتي من الفضة إلى البورميين سنويًا. كان من المقرر أيضًا منح البورميين إمكانية تحصيل الضرائب في ميناء ميرغوي، ثم في إقليم سيامي. زيد طلب بينانغ من اثنين من الفيلة البيضاء إلى أربعة. وُقعت معاهدة سلام في وات نا فرا مين (دير أمام مأتم بير). أدى قبول تشاكرافات بمطالب بينانغ إلى سلام دام أربع سنوات.
تقول المصادر البورمية إنه حين عاد بينانع إلى باغو، أخد مها تشاكرافات معه بصفته رهينة، قبل أن يعين ماهينثراثيرات، ابن مها تشاكرافات، ملكًا على دولة أيوثايا التابعة له، تاركًا حامية مؤلفة من 3000 رجل. تقول المصادر البورمية أيضًا إنه بعد إرساله إلى باغو لسنوات، أصبح مها تشاكرافات راهبًا وسمح له بينانغ بالعودة إلى أيوثايا. برغم ذلك، تقول المصادر التايلاندية ببساطة إن ماهينثراثيرات، الابن الثاني لمها تشاكرافات، اعتلى العرش لأن والده تنازل عنه وأصبح راهبًا بعد هذه الحرب.